# Sarah L. Waters
Pour les articles homonymes, voir Waters.
Sarah Louise Waters est une mathématicienne appliquée britannique dont les intérêts de recherche incluent la mécanique des fluides biologiques, l'ingénierie tissulaire et leurs applications en médecine.

## Formation et carrière
Waters a terminé son doctorat à l'université de Leeds en 1996. Sa thèse, Coronary artery hemodynamics: pulsatile flow in a tube of time-dependent curvature, a été supervisée par Tim Pedley. Elle a été nommée professeure à Oxford en 2014.
Elle est professeure de mathématiques appliquées à l'Institut de mathématiques de l'université d'Oxford, membre du St Anne's College d'Oxford et chercheuse principale du Leverhulme Trust de la Royal Society.

## Prix et distinctions
En 2012, elle a reçu un prix Whitehead « pour ses contributions aux domaines de la mécanique des fluides physiologiques et de la biomécanique des tissus artificiellement modifiés ».
En 2019, Waters a été élue membre de la Société américaine de physique.